# Арабіка (гірський масив)
Ара́біка — гірський масив в системі гірського Кавказу (Великий Кавказ) на території Абхазії (Грузія). Розташований на півдні Гагринського хребта.

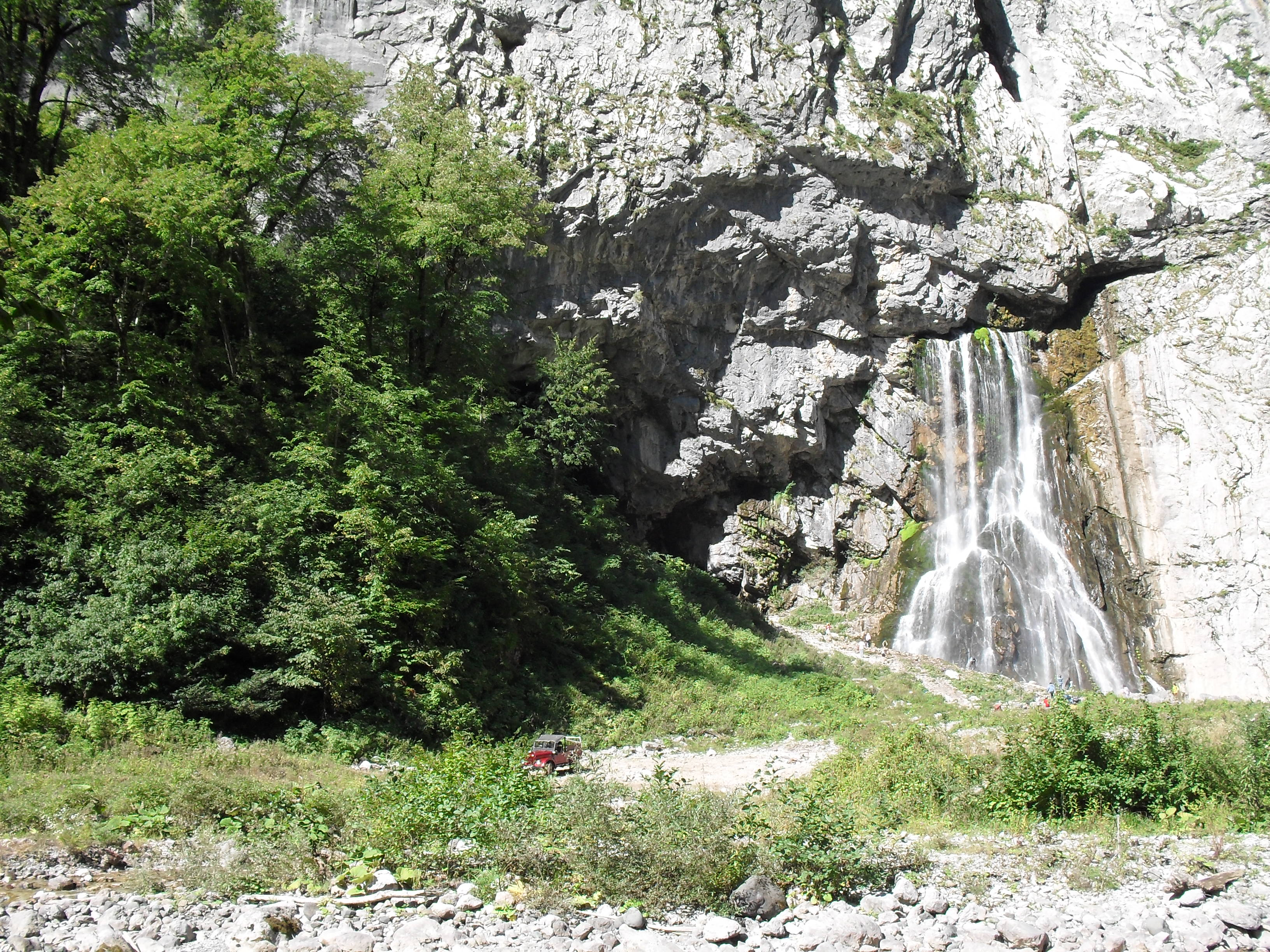
Черкеський водоспад

Карстовий масив є одним з найбільших та найвищих у вапняковій смузі Західного Кавказу. Обмежений каньйонами річок Куту-Шара, Гега та Бзиб на півночі та сході, узбережжям Чорного моря на південному заході, долинами річок Хашупсе та Сандрипш на заході. В надрах масиву дуже багато печер, в тому числі й найглибша печера світу — Крубера-Вороняча.

## Печери
- П/1-7
- Куйбишевська печера
- КРЕ-84/100
- Білий кінь (печера)